# Holoubek: kněžská idyla
Holoubek (podtitul Kněžská idyla; později vyšel i jako Holoubek) je z velké části autobiografický román Jindřicha Šimona Baara z roku 1920, za který získal cenu České akademie věd a umění. Autor v něm kritizuje celibát a vysoký klér, tedy vysokou církevní hierarchii.

## Děj knihy
Hlavní hrdina, Josef Holoubek, je považovaný za premianta třídy. U maturity ale propadá díky pedantickému zkoušejícímu z matematiky a zklamaný odchází do semináře. Ve smysl kněžského života zpočátku příliš nevěří, ale postupně jej díky moudrému spirituálovi nachází; v semináři také vzniká upřímné přátelství mezi Holoubkem a jeho spolužákem Součkem, kterého Holoubek po jednom jeho „maléru“ zachraňuje od vyloučení ze semináře tím, že jeho provinění bere na sebe. Po studiích se stává knězem a odchází jako kaplan do Markova ke staršímu moudrému a laskavému knězi, kde prožívá šťastnou idylku. Zde setrvává několik let, dokonce i poté, co jeho někdejší spolužáci již odcházejí na svá první samostatná místa. Markovský farář nicméně cítí, že by u něj jeho kaplan časem zakrněl, a přiměje jej, aby usiloval o instalaci na úřad faráře v Třešticích. Holoubek vykoná farářské zkoušky (s vydatnou dopomocí svého někdejšího spolužáka Součka, který mu poskytuje své výpisky z časů studií) a po dohodě s patronátním úřadem se ujímá třeštické farnosti. Zjišťuje, že tamní lidé nemají příliš v lásce ani kostel a ani víru. Holoubek se s tím snaží bojovat, zprvu ne příliš úspěšně; jednou, po velkém rozčílení, ho skolí mrtvička a jeho duše se dostává až k Bohu, který mu osvětlí, co dělá špatně a vzápětí jej posílá zpět na zem. Farář se probouzí uprostřed příprav na pohřeb již v rakvi a lidé to považují za farářův špatný vtip. Holoubek navíc zjišťuje, že byl během svého bezvědomí okraden vlastním kostelníkem, který jej strojil do rakve. Ač má po mrtvičce trvalé následky (velmi výrazně kulhá), nepřestává bojovat za dobro a víru lidí. Získává si místní děti, které jej na vozíku vozí do školy, aby je mohl vyučovat náboženství. A také pro kostel vyřezává chybějící betlém. Holoubek si obyvatele získává. Za čas, krátce po dokončení Jesliček, je poslán do důchodu. Důvodem je, mimo jiné, že zavádí do některých částí liturgie češtinu a že jím vyřezané Jesličky jsou „příliš lidové“. Je mu umožněno ještě u těchto Jesliček vést první pobožnost. Během této pobožnosti si však se slovy: „Tentokrát jsem to opravdu já.“ pro něj přichází Smrt a třeštický farář umírá přímo v kostele, klečíc před Jesličkami, zatímco lidé za ním zpívají koledy. Do Třeštic záhy přijíždí Holoubkův spolužák a přítel Souček, který se mezitím stal kanovníkem. Přiváží mu dekret s jmenováním Monsignorem. S pláčem dává Holoubkovi jmenovací dekret do rakve a následně vede jeho pohřební obřady. Při pohřbu dochází k poslední zvláštní události: děti z náboženství zastavují pohřební průvod a trvají na tom, že „pana faráře si ještě naposledy odvezou samy“; rakev je přeložena na vozík, kterým kdysi faráře vozili do školy a takto dětmi odvezena na hřbitov ke hrobu.